# The Haunting (film fra 1999)
The Haunting – Hjemsøgt er en genindspilning fra 1999 af gyserfilmen af samme navn fra 1963. Begge film er baseret på romanen The Haunting of Hill House af Shirley Jackson, udgivet i 1959. Filmen blev instrueret af Jan de Bont; hovedrollerne spilles af Liam Neeson, Catherine Zeta-Jones, Owen Wilson og Lili Taylor. Den blev udgivet i USA den 20. juli 1999 og den 1. oktober 1999 i Danmark. 

## Handling
Hovedpersonen Eleanor “Nell” Vance (Lili Taylor), har taget sig af sin krævende invalide mor i 11 år. Kort tid efter hendes mor dør, bliver hun kontaktet af sin søster (Virginia Madsen). Nell modtager herefter et telefonopkald, der tilbyder hende en rådgivning af søvnløshed studie, instrueret af af Dr. David Marrow (Liam Neeson). Nell melder sig til hvad hun tror, er medicinske eksperimenter, med det formål at kurere søvnløsheden. Dr. Marrow har arrangeret at hende og en gruppe andre mennesker med samme problem skal overnatte i Hill House, der ligger ligger i et område i Berkshires i det vestlige Massachusetts. Da Nell ankommer til huset møder hun Mr. Dudley (Bruce Dern) og Mrs. Dudley (Marian Seldes), et besynderligt par husholdere, der ikke bliver på ejendommen efter det bliver mørkt. Kort tid efter ankommer to andre deltagere, den udadvendte Luke Sanderson (Owen Wilson), og den attraktive og biseksuelle Theo (Catherine Zeta-Jones), sammen med Dr. Marrow og hans to researchassistenter. Da Dr. Marrow møder med dem alle den første aften fortæller han om stedets ulykkelige fortid. Han fortæller, hvordan Crain, der byggede det store hus, skabte sig en formue ved at udnytte børn som arbejdskraft på sine fabrikker, og hvordan hans unge kone begik selvmord. Dr. Marrow skal studere dem på nærmeste hold, men forsker i virkeligheden i menneskers angst. Derfor anbringer han dem i et gammelt hus, hvor han udsætter dem for diverse forskrækkelser for derfor et få et psykologisk svar på frygt. 
Snart mister Dr. Marrow kontrollen over ekperimenterne. Huset er nemlig ikke et helt almindeligt, gammelt, forladt hus, Dr. David Marrow (Liam Neeson) har udvalgt. Som dagene – og nætterne – passerer, går sandheden bag forsøgene op for deltagerne Theo, Luke og Eleanor, men først når det er for sent. Ånderne har taget magten fra lægen, og snart oplever de søvnløse deres livs værste mareridt, hvor de alle må slås mod fortidens rædselsfulde dæmoner og kæmpe for at overleve.

## Medvirkende
- Lili Taylor som Eleanor "Nell" Vance
- Liam Neeson som Doctor David Marrow
- Catherine Zeta-Jones som Theo
- Owen Wilson som Luke Sanderson
- Marian Seldes som Mrs. Dudley
- Bruce Dern som Mr. Dudley
- Alix Koromzay som Mary Lambetta
- Todd Field som Todd Hackett
- Virginia Madsen som Jane Vance
- Charles Gunning som Hugh Crain

## Facts om filmen
- Filmen var en finansiel succes og tjente $91.2 millioner i USA og $177.3 millioner på verdensplan med et budget på $80 millioner.
- Originalt skulle filmen have været lavet i samarbejde med Steven Spielberg (som instruktør) og Stephen King (som manuksriptforfatter), men de havde begge alt for store kreative forskelle.
- Projektet skulle også have været lavet af Dimension films, med Wes Craven hyret som instruktør.
- Filmen blev parodieret i Scary Movie 2.
- Filmen blev nomineret til 5 Razzie Awards.[1]

### Tagline
- Some Houses Are Born Bad.